# Devay
Devay – miejscowość i gmina we Francji, w regionie Burgundia-Franche-Comté, w departamencie Nièvre.
Według danych na rok 1999 gminę zamieszkiwało 430 osób, a gęstość zaludnienia wynosiła 35 osób/km² (wśród 2044 gmin Burgundii Devay plasuje się na 492. miejscu pod względem liczby ludności, natomiast pod względem powierzchni na miejscu 801.).